# JOCジュニアオリンピックカップ自転車競技大会
JOCジュニアオリンピックカップ自転車競技大会は、日本自転車競技連盟が主催する自転車競技のトラックレースである。18歳以下を対象として毎年8月に伊豆ベロドロームで開催。
当初は全日本アマチュア自転車競技選手権大会（全アマ）との併催だったが、2012年限りで全アマが終了したため2013年大会は全日本自転車競技選手権大会オムニアムと併催され、2014年はオムニアムが11月に移行したため単独開催となった。

## 年齢区分
- ジュニア（18歳以下）
- U17
- U15

## 実施種目
ジュニア男子
- 1km タイムトライアル
- スプリント
- 3km 個人パーシュート
- 24km ポイントレース
- スクラッチ
- ケイリン

ジュニア女子
- 500m タイムトライアル
- スプリント
- 2km 個人パーシュート
- 20km ポイント・レース

U17男子
- 1km タイムトライアル
- 3km 個人パーシュート
- 10km ポイントレース

U17女子
- 500m タイムトライアル
- 2km 個人パーシュート
- 10km ポイントレース
- U15男子
- 1km タイムトライアル
- 3km 個人パーシュート

U15女子
- 500m タイムトライアル
- 2km 個人パーシュート